# Distretto di Cagaandėlgėr
Il distretto di Cagaandėlgėr è uno dei quindici distretti (sum) in cui è suddivisa la provincia del Dundgov', in Mongolia. Conta una popolazione di 1.319 abitanti (censimento 2007). 